# Lejeunea
Lejeunea là một chi rêu trong họ Lejeuneaceae.